# Вестфирдир (регион)
65° 44′ 15″ N 22° 10′ 14″ W / 65.73750° С; 22.17056° З
Вестфирдир (исл. Vestfirðir - „Западни фјордови“) је је један од осам региона Исланда. Налази се у северозападном делу државе. Захвата површину од 22,271 км² и има око 7,300  становника. Главни град је Исафјердир. 